# 1670

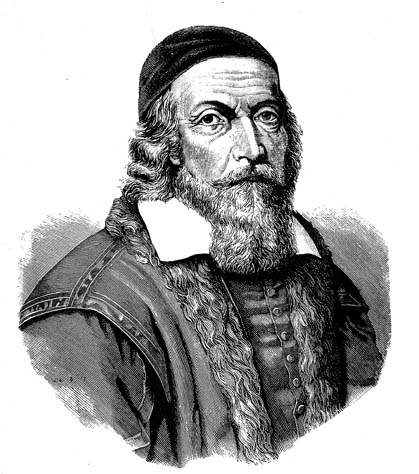
Jan Amos Commenius

Het jaar 1670 is het 70e jaar in de 17e eeuw volgens de christelijke jaartelling.

## Gebeurtenissen
mei
- 2 - In Londen wordt de Hudson's Bay Company opgericht, die de soevereiniteit krijgt over een groot deel van het tegenwoordige Canada.

juni
- 20 - In Champmol neemt de Franse pater Anthelme Voituret als eerste Nova 1670 Vulpecula waar, in het sterrebeeld Vosje. In de volgende maanden wordt deze steeds helderder, en wordt ze door alle bekende astronomen gezien.

september
- De Russische stad Simbirsk moet een maand lang een belegering door de Kozakkentroepen van Stenka Razin doorstaan.

november
- 9 - Om het vertrouwen van de internationale handelspartners te herstellen besluiten de Staten van Holland tot aanmunting van een schelling van betere kwaliteit, met op de voorzijde het provinciewapen en op de keerzijde "een gemonteerd schip van oorloge". Hieraan ontleent de munt de bijnaam Scheepjesschelling.

december
- 31 - In Dover wordt het Geheim Verdrag van Dover gesloten tussen Karel II van Engeland en Lodewijk XIV van Frankrijk. Ze beloven elkaar steun bij een aanval op de Zuidelijke Nederlanden en de Verenigde Republiek.

zonder datum
- Spinoza geeft zijn Tractatus Theologico-Politicus uit, waarin hij veel contradicties in de Bijbel blootlegt en argumenteert dat de religie en de filosofie strikt gescheiden moeten zijn. Hij stelt dat democratie van alle regeringsvormen degene is die het meest natuurlijk is en het meest in samenklank met de individuele vrijheid.
- In Amsterdam wordt de Magere brug over de Amstel gebouwd, tegenwoordig het bekendste bruggetje van de stad.
- Marcello Malpighi ontdekt met behulp van een microscoop de bloedcellen.

## Muziek
- Jean-Baptiste Lully componeert het ballet Les deux pythiens

## Beeldende kunst

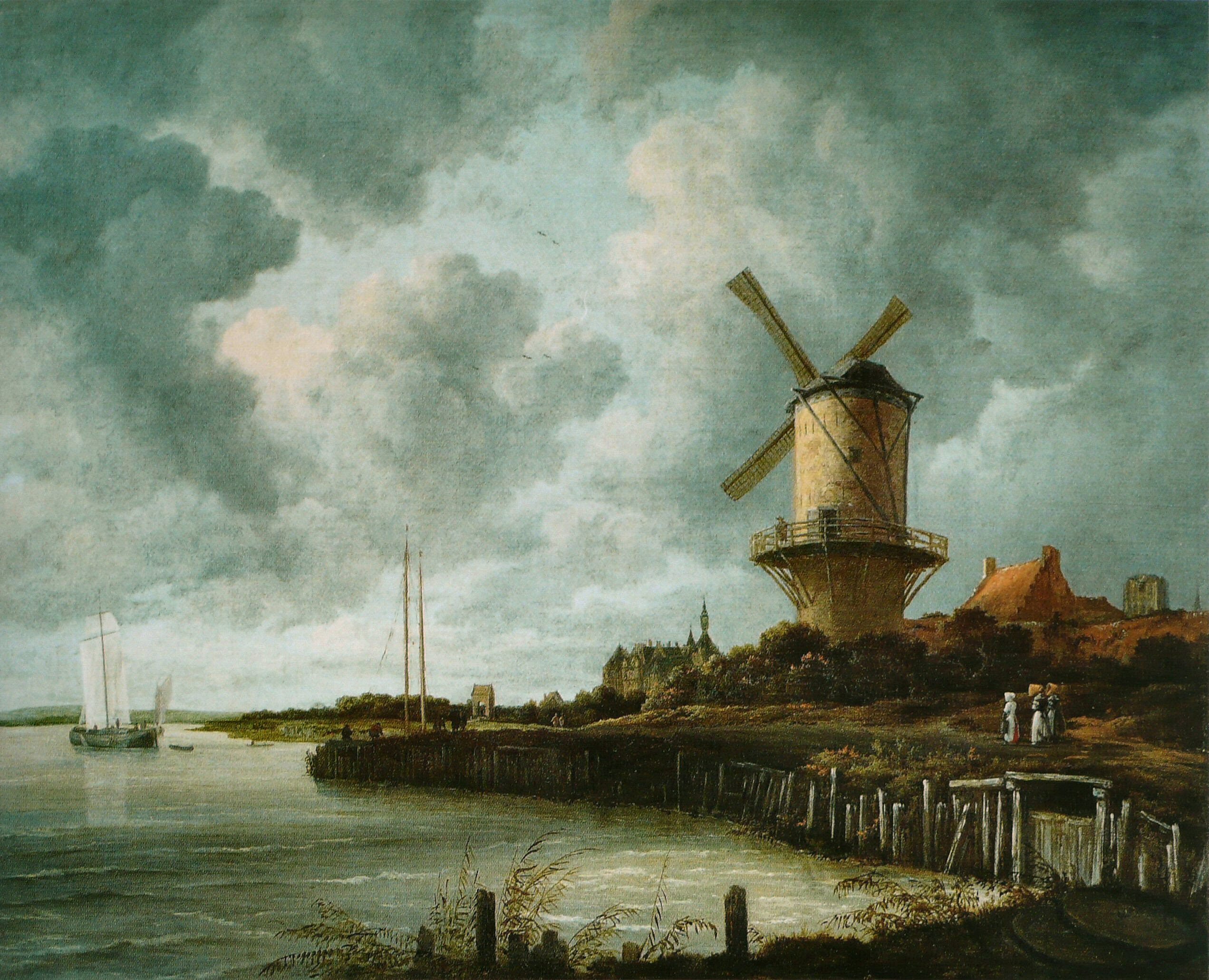
De molen bij Wijk bij Duurstede (1670), Jacob Isaacksz. van Ruisdael

## Bouwkunst

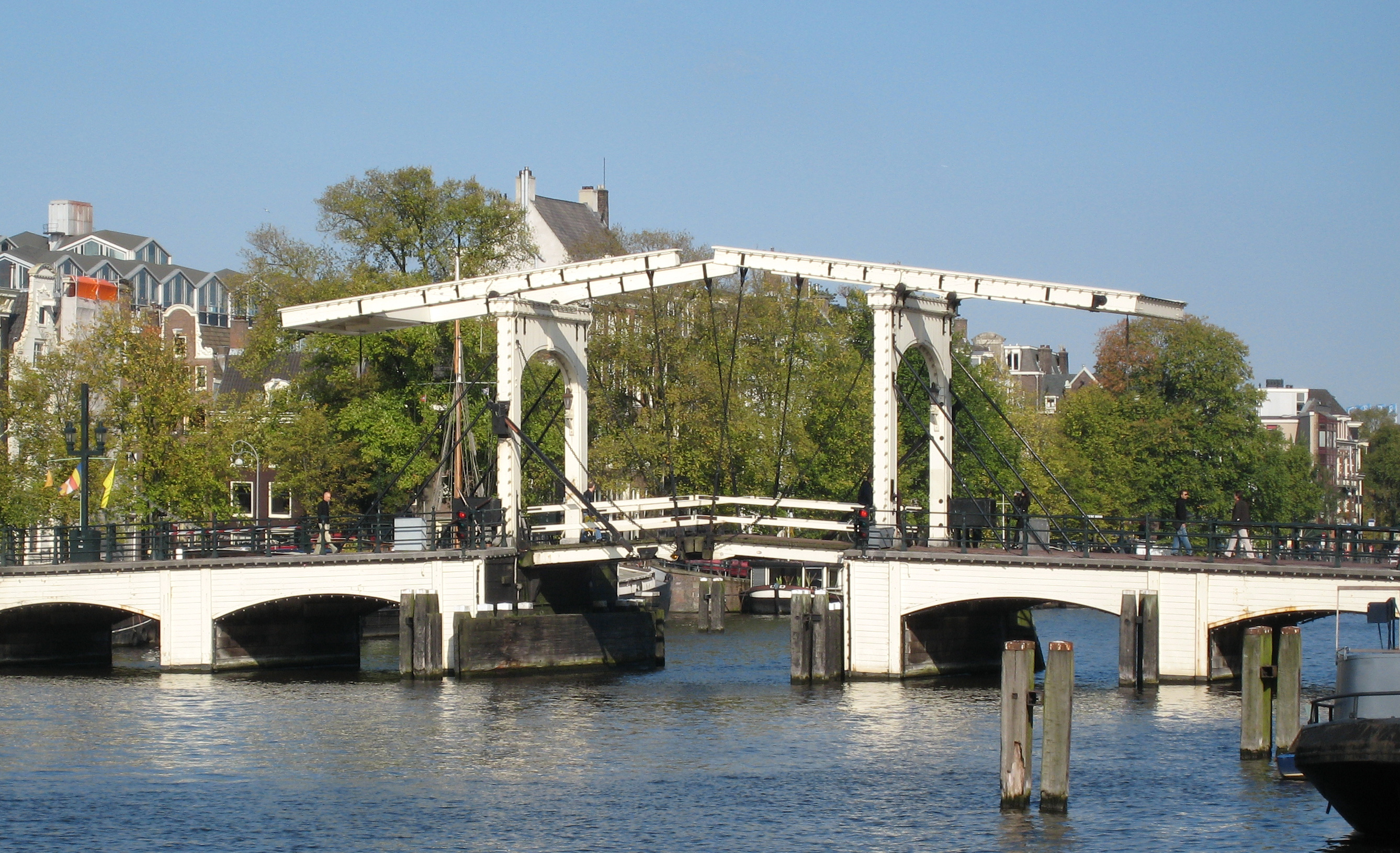
Magere Brug, Amsterdam (1670)

## Geboren
- Turlough O'Carolan, Iers componist (overleden 1738)

## Overleden
januari
- 3 - George Monck (61), Engels militair
- 6 - Karel van Sezze (56), Italiaans mysticus en heilige
- 21 - Honorat de Bueil (80), heer van Racan (ook wel markies van Racan), Frans dichter en toneelschrijver

februari
- 19 - Frederik III van Denemarken (60), koning van Denemarken en Noorwegen

maart
- 31 - Jacob Westerbaen (70), Nederlands dichter

november
- 15 - Jan Amos Comenius (78), Tsjechisch filosoof, theoloog en pedagoog
- 26 - Jacob van Loo (±56), Nederlands kunstschilder

datum onbekend
- Cornelis Padbrué (±78), Nederlands componist